# Lantaño
Lantaño (oficialmente San Pedro de Lantaño) es una parroquia española del municipio de Portas, perteneciente a la provincia de Pontevedra, en la comunidad autónoma de Galicia.

## Historia
Hacia mediados del siglo XIX, el lugar, ya por entonces perteneciente a Portas, tenía contabilizada una población de 1225 habitantes. Aparece descrito en el décimo volumen del Diccionario geográfico-estadístico-histórico de España y sus posesiones de Ultramar de Pascual Madoz con las siguientes palabras:

LANTAÑO (San Pedro de). felig. en la prov. de Pontevedra (3 leg.), dióc. de Santiago (7), part. jud. de Caldas de Reyes (1), ayunt. de Portas (1/4): sit. en terreno llano y á las inmediaciones del r. Umia: la combaten los vientos N. y S.; el clima es frio en invierno y muy caluroso en verano; y las enfermedades comunes fiebres estacionales y algunas hidropesías. Tiene 234 casas distribuidas en los l. de Pedreira, Cachal, Paredes, Casal, San Benito, Almirante, Rial, Fontenla y Torre; y algunos manantiales para servicio de los vecinos. La igl. parr. (San Pedro), está servida por un cura de provision ordinaria en concurso: en el atrio de dicha igl. se halla el cementerio. Hay tambien 3 ermitas tituladas San Pedro Mártir, sit. al estremo occidental de la felig.; Sto. Domingo al oriental, y San Benito en el l. de su nombre. Confina el térm. N. r. Umia; E. Sta. Maria de Portas; S. Romay y Paradela, y O. Bayon y Godos: estendiéndose 1/2 leg. de N. á S. y casi lo mismo de E. á O. Cruza por el N. y parte del O. el mencionado r. Umia, sobre el cual estan los puentes de Caldas y Arnelas, baña por la der. las felig. de Godos, Sayar y Bayon, por la izq. las de Portas, Lantaño y Paradela, y desemboca en el mar cerca de Cambados. El terreno es casi todo secano y de buena calidad: cemprende de las colinas de Paraiso, Palleira, San Benito, Penas, Orbeulo, Paredes y Cachal, pobladas de carrascas y arbustos; hay sotos plantados de castaños, y algunas deh. y prados artificiales. Los caminos son casi todos transversales, pasando tambien por el térm. el que va de Caldas á Cambados: su estado es malo. El correo se recibe en la cap. del part. por los mismos interesados. prod.: maiz, trigo, centeno, cebada, patatas, algunas castañas y bastante vino: se cria ganado vacuno, caballar, de cerda y lanar; hay caza de liebres, conejos y perdices, y pesca de truchas. ind. y comercio: la agricultura, 4 molinos harineros y 16 telares de lienzos ordinarios: consistiendo las especulaciones comerciales en la esportacion de vino, maiz y demas frutos sobrantes, é importacion de géneros coloniales y ultramarinos. pobl.: 245 vec., 1,225 alm. contr. con su ayunt. (V.)
(Madoz, 1847, p. 66)

En 2022, tenía empadronados 675 habitantes.